# Priminsolenia
Priminsolenia is een geslacht van uitgestorven kreeftachtigen uit de klasse van de Ostracoda (mosselkreeftjes).

## Soorten
- Priminsolenia insolens (Meidla, 1986) †
- Priminsolenia minima Meidla, 1996 †